# Rivendell
Rivendell (também conhecida por Imladris e Karningul), no Brasil também conhecida como Valfenda, é uma cidade fictícia criada pelo escritor britânico J. R. R. Tolkien, citada em várias de suas obras (ver Legado de J. R. R. Tolkien). Situa-se a norte do fictício continente da Terra Média, próximo ao norte das Montanhas Nebulosas. Além de Elrond e sua família, outros notáveis elfos que residem na cidadela estão Glorfindel e Erestor.

## Traduções em português
Tolkien usou para este local a versão inglesa da palavra "Imladris", com significado aproximado. A palavra vem dos radicais em inglês "riven" (dividido) e "dell" (vale). As traduções para português das obras de Tolkien (Europa-América e Artenova) mantêm o nome original, exceto a edição Martins Fontes, que publicou com o nome traduzido como "Valfenda", numa amálgama das palavras "vale" e "fenda" (para dar a ideia de divisão).

## Visão Interna
Rivendell é um dos últimos redutos élficos na Terra Média localizado em um vale, por onde corre o rio Bruinen, esse é um local de paz e beleza, onde muitos conhecimentos e histórias dos elfos e dos homens foram preservados. Ali vive Elrond Peredhil, o senhor de Imladris (outro nome de Rivendel que também é conhecida pelo nome de "Karningul" em Westron).
Elrond é um senhor nobre, de belas feições, forte como um guerreiro, sábio como um mago, venerável como um rei dos anões, generoso como o verão. É irmão de Elros, filho de Eärendil e Elwing, respectivamente um homem mortal e uma elfa sendo portanto um meio-elfo, e por isso foi-lhe dada, assim como a seu irmão, a opção de escolha entre a vida élfica ou a mortal. Elrond optou por tornar-se elfo, Elros optou pela mortalidade dos homens.
Elrond fundou Rivendell no ano de 1697 da segunda era, após Sauron ter devastado Eregion, com o intuito de criar uma fortaleza que pudesse resistir às forças de Sauron. Foi em Rivendell que, no final da segunda era, reuniram-se os exércitos da Última Aliança, comandados por Elendil e Gil-Galad, de onde partiram para Mordor, numa batalha que culminaria na derrota de Sauron, morte de Gil-Galad, Elendil e seu filho Anárion.
Isildur, irmão de Anárion e naturalmente filho de Elendil, tomou o Anel de Sauron e foi morto anos depois em uma emboscada de orcs.
Porém sua linhagem foi preservada em Rivendell, onde sua esposa e seu filho permaneceram salvos, junto com os tesouros da Casa de Isildur: o cetro de Annúminas, a Elendilmir, o Anel de Barahir e os fragmentos de Narsil.
Por volta de 1300 o Rei-bruxo, senhor dos Nazgûl, estabeleceu em Eriador o domínio de Angmar, que batalhou contra os homens de Arnor e as forças de Rivendell, sendo derrotado muito mais tarde.
Graças à ação do anel de Elrond, Vilya, Rivendell tinha características especiais, tais como um retardo na passagem do tempo e uma sensação de bem-estar e vigor renovado sentida por seus habitantes. Os efeitos do anel élfico ainda podiam ser maiores, envolvendo também a cura, como no caso da cura de Frodo ou nas palavras do próprio Bilbo: "Um pouco de sono traz uma grande cura na casa de Elrond e cura o mais que puder..." (O Hobbit, A Última Etapa).
No ano de 2941 Gandalf, Bilbo e os 13 anões que o acompanhavam Thorin Escudo de Carvalho a Montanha Solitária, chegaram a Rivendell. Não puderam permanecer muito tempo no reino élfico, mas puderam desfrutar de momentos de paz e tranquilidade que já não existiam em outro lugar da Terra Média. E, apesar do pouco tempo, a visita foi suficiente para despertar em Bilbo um grande amor por Rivendell, aonde viria a morar muitos anos mais tarde.
Surgida de remanescentes de Eregion e Lindon, Rivendell, que contava com muitos noldor entre seus habitantes, tornou-se um centro de tradição eldarin na Terceira Era.

## Inspiração
A aparência física do vale de Valfenda pode basear-se em Lauterbrunnen na Suíça, onde J. R. R. Tolkien havia caminhado em 1911. No filme de Peter Jackson The Fellowship of the Ring, o local de filmagem para Rivendell foi Kaitoke Parque Regional em Upper Hutt, Nova Zelândia, embora a matriz extensiva de cachoeiras foi adicionado com CGI.

## Geografia
Rivendell está localizado na borda de um desfiladeiro estreito do rio Bruinen, bem escondido nas charnecas e sopé da Hithaeglir ou Montanhas Sombrias.
O clima é fresco, temperado e semi-continental, com verões moderadamente quentes, bastante neve, invernos e precipitação moderada. Estações do ano são mais pronunciadas do que em áreas mais a oeste,: como o  Shire, mas menos radical do que os lugares a leste das Montanhas Sombrias. Como a Vila dos Hobbits, ele está localizado na mesma latitude que a cidade natal de Tolkien Oxford